# Ruta 9306 (Lima)
La ruta 9306/TVE26 o "la 57" es una ruta de transporte público del área metropolitana de Lima, que conecta los distritos del Callao y San Juan de Lurigancho. El trayecto de esta ruta consta de 101 o 103 paradas, dependiendo de la dirección y dura aproximadamente entre 2 y 3 horas.

## Características
Esta ruta de transporte público está administrada por la Empresa de Transportes Las Flores S.A.

### Autorización
La ruta 9306 se encuentra autorizada por la Municipalidad Metropolitana de Lima (MML) y la Autoridad de Transporte Urbano (ATU).

## Trayecto
Los autobuses de la ruta 9306 (aprox. 90) comienzan a operar a las 5:00 a.m. y terminan a las 10:00 p.m. por los distritos de Callao y Bellavista en la Provincia Constitucional del Callao, por los distritos de San Miguel, Pueblo Libre, Breña, Lima, Rímac y San Juan de Lurigancho en la provincia de Lima, y por el distrito de San Antonio de Chaclla en la provincia de Huarochirí; pasando por importantes lugares, tales como el centro comercial Minka, el Parque de las Leyendas, Plaza San Miguel, la plaza de la Bandera, el hospital Arzobispo Loayza, las plazas Dos de Mayo y Ramón Castilla, la plaza de Acho y el hospital de San Juan de Lurigancho.

### Terminales
Su terminal de ida se encuentra en el centro comercial Minka, en el Callao y su terminal de vuelta se encuentra en el Anexo 22 de Jicamarca, en el distrito de San Antonio.

### Recorrido
| Dirección                        | Avenidas y calles |
| -------------------------------- | --- |
| Ida Hacia San Juan de Lurigancho | Av. Alejandro Granda - Av. Argentina - Av. Los Insurgentes - Av. Los Precursores - Av. Parque de las Leyendas - Av. Mariscal de la Mar - Av. Manuel Cipriano Dulanto - Av. Antonio José de Sucre - Av. José de San Martín - Av. Tingo María - Av. Arica - Av. Bolivia - Av. Alfonso Ugarte - Av. Caquetá - Jr. Piñonate - Av. Los Próceres - Jr. Virú - Jr. Chiclayo - Jr. Loreto - Av. 9 de Octubre - Av. Próceres de la Independencia - Av. Lima - Av. Las Flores de Primavera - Av. Canto Grande - Av. José Carlos Mariátegui - Av. Fernando Wiesse - Av. Pachacútec - Av. Huayna Cápac - C. S/N - Jr. Cuzco - Av. Naciones Unidas - Jr. Nazca. |
| Vuelta Hacia el Callao           | Jr. Nazca - Av. Naciones Unidas - Jr. Cuzco - C. S/N - Av. Huayna Cápac - Av. Pachacútec - Av. Fernando Wiesse - Av. José Carlos Mariátegui - Av. Canto Grande - Av. Las Flores de Primavera - Av. Lima - Av. Próceres de la Independencia - Av. 9 de Octubre - Av. Loreto - Jr. Marañón - Jr. Paita - Av. Francisco Pizarro - Jr. Piñonate - Av. Caquetá - Av. Alfonso Ugarte - Av. Venezuela - Av. Tingo María - Av. José de San Martín - Av. Antonio José de Sucre - Av. Mariano Cipriano Dulanto - Av. Mariscal de la Mar - Av. Parque de las Leyendas - Av. de los Precursores - Av. Los Insurgentes - Av. Argentina - Av. Alejandro Granda.  |

## Rutas relacionadas
IO52 (Callao - San Juan de Lurigancho), 3516 (San Juan de Lurigancho - San Miguel).